# Louis Janmot

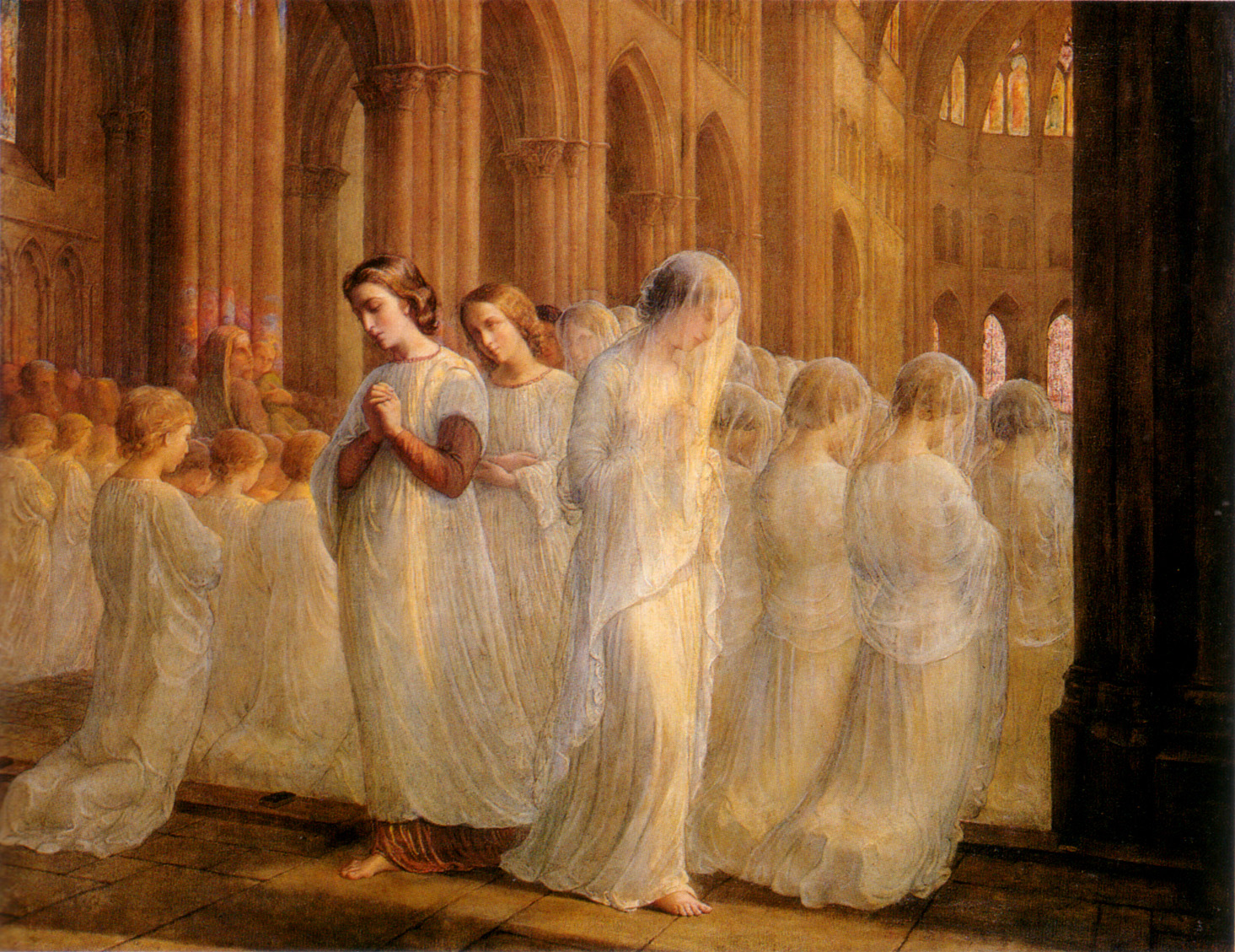
Poème de l'âme (10) (Première Communion)

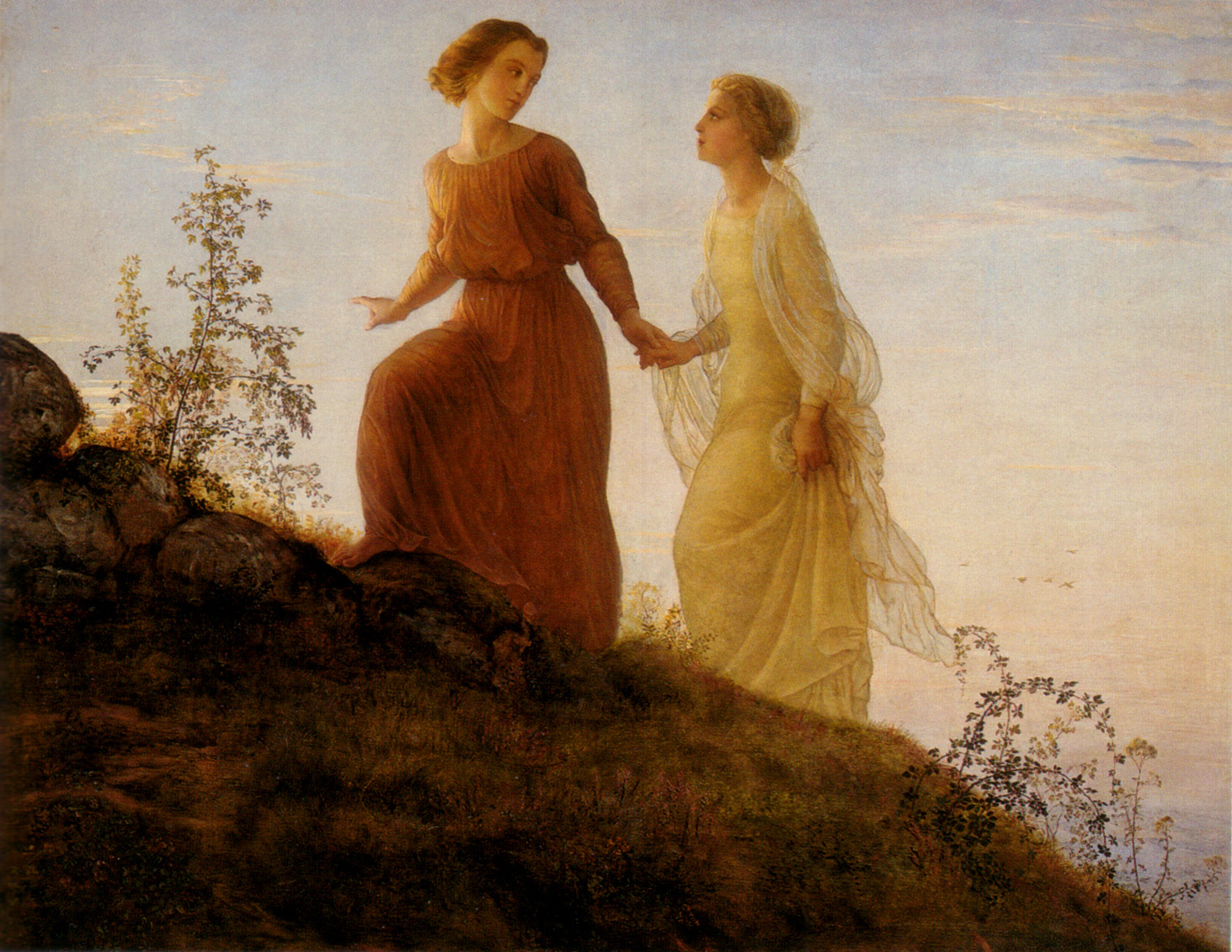
Poème de l'âme (14) (Sur la Montagne)

Anne-François-Louis Janmot (ur. 21 maja 1814 w Lyonie, zm. 1 czerwca 1892 tamże) – francuski malarz i poeta.
Studiował sztukę w Ecole des Beaux-Arts w Lyonie, następnie w Paryżu i Rzymie. Był uczniem Jeana Ingresa, do Lyonu powrócił w 1836. Malował obrazy religijne i symboliczne, wykonywał też dekoracje kościelne.
Twórczość Janmnota cechuje idealizm i mistycyzm, a także podobieństwo do prerafaelitów i nazareńczyków. Krytycy zwracali uwagę, że stosowana przez niego technika malarska ukształtowała się wpływem Ingresa, natomiast emocjonalnie i intelektualnie dzieła artysty przypominają warsztat Delacroix.
Dziełem życia Janmota był cykl La Poème de l'âme (Poemat o duszy), nad którym pracował w latach 1835-1855. Uzupełnieniem 18. obrazów był poemat napisany przez malarza. La Poème de l'âme eksponowano na wystawie światowej w Paryżu w 1855 (Paris Exposition Universelle).

## Literatura dodatkowa
- J. Turner, From Monet to Cézanne: late 19th-century French artists. Grove Art. New York: St Martin's Press. 2000. ISBN 0-312-22971-2.